# Erannis polli
Erannis polli är en fjärilsart som beskrevs av Scholz 1947. Erannis polli ingår i släktet Erannis och familjen mätare. Inga underarter finns listade i Catalogue of Life.